# Begraafplaats van Aveluy
De Begraafplaats van Aveluy is een gemeentelijke begraafplaats in de Franse gemeente Aveluy in het departement Somme. De begraafplaats ligt in het noordwesten van de plaats.

## Oorlogsgraven
Aansluitend aan de oorspronkelijke begraafplaats is een extensie aangelegd. Dit deel telt 587 geïdentificeerde Gemenebest graven uit de Eerste Wereldoorlog. De militaire graven worden onderhouden door de Commonwealth War Graves Commission, die de extensie heeft ingeschreven als Aveluy Communal Cemetery Extension.